# Древневосточная монархия
 Древневосточная монархия  — первая в истории человечества форма государственного правления. Имела уникальные, присущие только ей черты. В государствах Востока значительную роль в общественной жизни играли отношения общественного строя, патриархального быта. Рабовладение носило коллективный или семейный характер, и только государственные рабы всецело принадлежали монарху. Такую организацию государственной власти в странах Древнего Востока называли восточной деспотией. Но это деспотическое правление существовало далеко не во всех странах Древнего Востока; в государствах древнего Шумера власть правителя была значительно ограничена органами сословного представительства и городского самоуправления. Деятельность правителей контролировалась советом знати или народным собранием. В древней Индии в период наивысшего укрепления центральной власти значительную роль играл Совет царских чиновников.